# Dacentrurus
Dacentrurus var en Stegosaurid som helt saknade ryggplattor. Istället kan den ha haft ett band med taggar. Den levde i sen jura. Upptäckter har gjorts i Spanien, Frankrike, Portugal, och England. Längden uppskattas av vissa forskare med 7 meter och av andra zoologer med upp till 10 meter, på så sätt var den en av de största stegosaurierna.
Den enda kända arten är Dacentrurus armatus. Antagligen var arten växtätare som gick på marken.